# Andromède debout et Persée
Andromède debout et Persée est un tableau réalisé par le peintre franco-suisse Félix Vallotton en 1918. Cette huile sur toile représente Persée venant sauver Andromède. Elle est conservée au sein d'une collection privée en Suisse.